# Huff (serie de televisión)
Huff (estilizado como HUFF! ) es una serie de televisión dramática estadounidense que se emitió en Showtime el 7 de noviembre de 2004 hasta el 25 de junio de 2006. Fueron ganadores de tres premios Primetime Emmy de un total de diez nominaciones, además de recibir nominaciones a un premio Globo de Oro y a un premio del Sindicato de Actores.

## Resumen
La trama gira entorno al psiquiatra Craig Huffstodt, un terapeuta competente y hombre de familia de mediana edad en plena crisis de la mediana edad. La vida privada de su familia es caótica, incluyendo a su hermano Teddy, un enfermedad mental incurable, quien ejerce una gran fascinación sobre Byrd, el hijo adolescente de Craig.

## Reparto y personajes
| Actor/Actriz    | Personaje                  | Descripción |
| --------------- | -------------------------- | --- |
| Hank Azaria     | Dr. Craig «Huff» Huffstodt | Un psiquiatra de Los Ángeles cuya vida cambia cuando ocurre una tragedia en su consultorio. Es un cuidador empático que cree poder salvar a las personas, pero aprende que no siempre es posible. Atiende a pacientes con enfermedades mentales funcionales y, al regresar a casa, enfrenta a las locuras cotidianas de su familia. |
| Paget Brewster  | Beth Huffstodt             | Esposa de Huff, de carácter caprichoso y afecto cambiante. Ayuda a Huff a evitar crisis nerviosas, brindándole apoyo y cuidados en el ámbito familiar. |
| Oliver Platt    | Russell Tupper             | Abogado de Huff, amigo de toda la vida y antiguo compañero de su época de soltero. Aunque es una fuente de ética y moralidad cuestionables, lo hace con sentido del humor y brinda ayuda. |
| Blythe Danner   | Isabelle «Izzy» Huffstodt  | La madre de Huff, quien vive en el apartamento encima del garaje desde que se separó de su esposo. Izzy es una persona de carácter fuerte y manipuladora, pero también divertida e irreverente. |
| Anton Yelchin   | Byrd Huffstodt             | Hijo de 14 años de Huff y Beth. Es un niño cariñoso que se preocupa por el bienestar de su padre y por lo que sucede en la familia. Es un adolescente muy inteligente. |
| Andy Comeau     | Theodore «Teddy» Huffstodt | Hermano menor de Huff, recluido literal y figuradamente en una institución psiquiátrica privada. La enfermedad mental de Teddy le brinda a Huff momentos de claridad durante sus visitas. |
| Kimberly Brooks | Paula Dellahouse           | Jefa de oficina de Huff, quien lo protege y al mismo tiempo lo provoca. Ha trabajado con él durante mucho tiempo y conoce bien tanto a Huff como a su familia. |
| Liza Lapira     | Maggie Del Rosario         | Asistente de Russell, totalmente devota pero implacable. Lo cuida, lo encubre y lo maldice, pero todo es parte de su día a día, sabe que probablemente es la única mujer en la que Russell se ha permitido confiar de verdad. |
| Faith Prince    | Kelly Knippers             | Vendedora de televisión a quien Russell conoce y corteja mientras compra una pantalla plana. Una noche de fiesta y desenfreno resulta en un embarazo que cambia la vida de ambos. |

### Personajes recurrentes
| Actor/Actriz          | Personaje          |
| --------------------- | ------------------ |
| Robert Forster        | Ben Huffstodt      |
| Swoosie Kurtz         | Madeleine Sullivan |
| Annie Potts           | Doris Johnson      |
| Misti Traya           | Gail               |
| Lara Flynn Boyle      | Melody Coatar      |
| January Jones         | Marisa Wells       |
| Nichole Galicia       | Pepper             |
| Nancy Linehan Charles | Lois               |
| Jack Laufer           | Homeless Húngaro   |
| Sharon Sachs          | Mitzi              |
| David Ramsey          | Clay               |
| Noel Fisher           | Sam Johnson        |
| Barbara Stuart        | Alice              |
| T.J. Thyne            | Neil               |
| June Claman           | Joy                |
| January Jones         | Marisa Wells       |
| Stephen Spinella      | Mr. Heard          |

| Actor/Actriz                    | Personaje          |
| ------------------------------- | ------------------ |
| Sebastian Tillinger             | Max Wheeler        |
| Ashley Williams                 | Alyssa             |
| Jack Laufer                     | Homeless Hungarian |
| Rachel Style                    | Kate Asher         |
| Ned Schmidtke                   | Allen Meeks        |
| Swoosie Kurtz                   | Madeleine Sullivan |
| Christopher Curry               | Matt Stewart       |
| Christopher Rodriguez-Marquette | James Cullen       |
| Sarah Jones                     | Leah               |
| Sharon Stone                    | Dauri Rathbun      |
| Heather Kafka                   | Dr. Emily Dawson   |
| Tom Skerritt                    | Ben Huffstodt      |
| Anjelica Huston                 | Dr Lena Markova    |
| Dakin Matthews                  | Jim Sullivan       |
| Ken Howard                      | Walt Callahan      |
| June Claman                     | Joy                |
| Billy Lush                      | Jake Steward       |
| Adolph Martinez                 | Jorge Corrales     |
| Missy Crider                    | Natalie            |

## Producción y transmisión
La serie fue creada por Bob Lowry y presenta a Hank Azaria como el Dr. Craig "Huff" Huffstodt, un psiquiatra cuya vida cambia drásticamente cuando un cliente de 15 años se suicida en su consultorio. La serie sigue a Huff, su familia y su amigo Russell Tupper, interpretado por Oliver Platt, mientras lidian con la vida.
La primera temporada se emitió en Showtime entre el 7 de noviembre de 2004 y el 30 de enero de 2005. La segunda temporada se estrenó el 2 de abril de 2006 y finalizó el 25 de junio de 2006. Dos días antes del final, Showtime anunció que el programa no sería elegido para una tercera temporada,  y varias tramas, incluida la resolución de los cargos criminales pendientes contra Russell Tupper y la posibilidad de reconciliación entre Huff y Beth, quedaron sin resolver.
El episodio piloto de dos horas se filmó en Vancouver, Columbia Británica. Posteriormente, la producción se trasladó a Delfino Stages en Los Ángeles, California

## Episodios

### Temporada 1 (2004-2005)
| No. | Título                       | Dirección          | Guion                            | Fecha de estreno        |
| --- | ---------------------------- | ------------------ | -------------------------------- | ----------------------- |
| 1   | "Piloto"                     | Scott Winant       | Bob Lowry                        | 7 de noviembre de 2004  |
| 2   | "Assault and Pepper"         | Scott Winant       | David Maples                     | 14 de noviembre de 2004 |
| 3   | "Lipstick on Your Panties"   | Paris Barclay      | David Maples                     | 21 de noviembre de 2004 |
| 4   | "Control"                    | Tucker Gates       | Thania St. John                  | 28 de noviembre de 2004 |
| 5   | "Flashpants"                 | Daniel Attias      | Mark Richard                     | 5 de diciembre de 2004  |
| 6   | "Is She Dead?"               | Scott Winant       | Bob Lowry                        | 12 de diciembre de 2004 |
| 7   | "That Fucking Cabin"         | Mark Piznarski     | Jessica Mecrienburg              | 19 de diciembre de 2004 |
| 8   | "Cold Day in Shanghai"       | Dan Lerner         | Nicole Mirante                   | 26 de diciembre de 2004 |
| 9   | "Christmas Is Ruined"        | Matt Shakman       | Thania St. John                  | 2 de enero de 2005      |
| 10  | "The Good Doctor"            | Ellen S. Pressman  | Byron Balasco                    | 9 de enero de 2005      |
| 11  | "The Sample Closet"          | Sarah Pia Anderson | Nicole Mirante y Thania St. John | 16 de enero de 2005     |
| 12  | "All the King's Horses"      | Martha Coolidge    | Byron Balasco                    | 23 de enero de 2005     |
| 13  | "Crazy Nuts & All Fucked Up" | Scott Winant       | Bob Lowry                        | 30 de enero de 2005     |

### Temporada 2 (2006)
| No. | Título                               | Dirección          | Guion                                           | Fecha de estreno    |
| --- | ------------------------------------ | ------------------ | ----------------------------------------------- | ------------------- |
| 14  | "Maps Don't Talk (Parte 1)"          | Scott Winant       | Bob Lowry                                       | 2 de abril de 2006  |
| 15  | "Maps Don't Talk (Parte 2)"          | Scott Winant       | Bob Lowry                                       | 2 de abril de 2006  |
| 16  | "Whipped Doggie"                     | Dan Lerner         | Byron Balasco                                   | 9 de abril de 2006  |
| 17  | "Sweet Release"                      | Sarah Pia Anderson | Jessica Mecklenburg                             | 16 de abril de 2006 |
| 18  | "Used, Abused and Unenthused"        | Steve Gomer        | Jessica Mecklenburg y Nicole Mirante            | 23 de abril de 2006 |
| 19  | "Red Meat"                           | Dan Lerner         | Nicole Mirante                                  | 30 de abril de 2006 |
| 20  | "So… What Brings You to Armageddon?" | Sarah Pia Anderson | Mark Richard                                    | 7 de mayo de 2006   |
| 21  | "A Cornfield Grows in L.A."          | James Hayman       | Nicole Mirante, Jessica Mecklenburg y Bob Lowry | 14 de mayo de 2006  |
| 22  | "Radio Silence"                      | Tom Moore          | Byron Balasco                                   | 21 de mayo de 2006  |
| 23  | "Bethless"                           | Gloria Muzio       | Annie Brunner                                   | 4 de junio de 2006  |
| 24  | "Tapping the Squid"                  | Sarah Pia Anderson | Nicole Mirante                                  | 11 de junio de 2006 |
| 25  | "Black Shadows"                      | Tricia Brock       | Jessica Mecklenburg                             | 18 de junio de 2006 |
| 26  | "Which Lip Is the Cervical Lip?"     | Scott Winant       | Bob Lowry                                       | 25 de junio de 2006 |

## Recepción

### Calificaciones
| Temporadas | Episodios | Primera emisión        | Primera emisión      | Última emisión      | Última emisión       | Promedio de espectadores (miles) |
| Temporadas | Episodios | Fecha                  | Espectadores (miles) | Fecha               | Espectadores (miles) | Promedio de espectadores (miles) |
| ---------- | --------- | ---------------------- | -------------------- | ------------------- | -------------------- | -------------------------------- |
| 1          | 13        | 7 de noviembre de 2004 | 456                  | 30 de enero de 2005 | 462                  | 287                              |
| 2          | 13        | 2 de abril de 2006     | 372                  | 25 de junio de 2006 | 212                  | 220                              |

### Premios y nominaciones
| Año  | Asociación                       | Categoría                                                                 | Destinatarios                                                   | Resultado |
| ---- | -------------------------------- | ------------------------------------------------------------------------- | --------------------------------------------------------------- | --------- |
| 2005 | Premios Artios                   | Mejor reparto de piloto dramático                                         | Susan Edelman, Michelle Allen (Reparto canadiense)              | Nominado  |
| 2005 | Premios Globo de Oro             | Mejor actor de reparto en una serie, miniserie o película para televisión | Oliver Platt                                                    | Nominado  |
| 2005 | Premios Emmy                     | Mejor actor principal en una serie dramática                              | Hank Azaria                                                     | Nominado  |
| 2005 | Premios Emmy                     | Mejor actor de reparto en una serie dramática                             | Oliver Platt                                                    | Nominado  |
| 2005 | Premios Emmy                     | Mejor Actriz de Reparto en una Serie Dramática                            | Blythe Danner                                                   | Ganadora  |
| 2005 | Premios Emmy                     | Dirección sobresaliente para una serie dramática                          | Scott Winant                                                    | Nominado  |
| 2005 | Premios Emmy                     | Mejor actriz invitada en una serie dramática                              | Swoosie Kurtz                                                   | Nominado  |
| 2005 | Premios Emmy                     | Diseño de título principal excepcional                                    | Tracy Chandler, José Gómez, Christopher Markos y André Stringer | Ganadores |
| 2005 | Premios Emmy                     | Excelente tema musical principal                                          | WG Snuffy Walden                                                | Nominado  |
| 2005 | Premios del Sindicato de Actores | Actuación destacada de un actor masculino en una serie dramática          | Hank Azaria                                                     | Nominado  |
| 2006 | Premios Emmy                     | Mejor actor de reparto en una serie dramática                             | Oliver Platt                                                    | Nominado  |
| 2006 | Premios Emmy                     | Mejor Actriz de Reparto en una Serie Dramática                            | Blythe Danner                                                   | Ganadora  |
| 2006 | Premios Emmy                     | Mejor actriz invitada en una serie dramática                              | Swoosie Kurtz                                                   | Nominado  |

## Medios domésticos
Huff - La primera temporada fue lanzado en DVD Región 1 el 21 de marzo de 2006. Los 13 episodios de la primera temporada se presentan en formato de pantalla ancha anamórfica (1.78:1) con audio Dolby Digital (5.1). Los contenidos adicionales incluyen pistas de comentarios en cuatro episodios, tres featurettes, cinco minutos de escenas eliminadas y un gag reel.
Huff - La segunda temporada completa se lanzó en 2012 como un set de DVD de tres discos, pero solo se produce mediante un formato de «fabricación bajo demanda» a través de Sony Pictures Home Entertainment.